# نیدل‌استیک
نیدل‌استیک (به انگلیسی: Needlestick)که در گفتار پزشکی نیدل‌استیک شدن نامیده می‌شود یا زخم سر سوزن، در بین کارکنان جامعه پزشکی و سلامت و نیز سازمان‌های بیمه‌گر، به هر گونه سوراخ شدن پوست توسط سوزن یا شیئی نوک‌تیز به صورت تصادفی و در هنگام مداخلات پزشکی یا پرستاری گفته می‌شود. زخم سر سوزن توسط یک سرنگ نو و استریل به‌خودی‌خود هیچ خطری به‌دنبال ندارد. بزرگ‌ترین نگرانی زمانی بروز می‌کند که سوراخ شدن پوست توسط یک سرنگ استفاده‌شده و آلوده به خون بیمار باشد که در این میان بیشترین خطر برای ابتلا به ویروس هپاتیت بی (HBV)، هپاتیت سی (HCV) و اچ‌آی‌وی (HIV یا ایدز) منجر به نگرانی خواهد شد.
ازاین بین میزان آلودگی با ویروس هپاتیت بی با بیشترین احتمال (حدود ۳۰ درصد) و ویروس ایدز با کمترین احتمال (حدود ۰/۸ درصد) قرار دارد و ویروس هپاتیت سی با احتمال متوسط آلودگی (بین ۳ تا ۵ درصد) مابین این دو قرار می‌گیرد.

## کنترل
درصورت بروز زخم سوزن‌زدگی هنگام درمان بیمار سروپوزیتیو و با توجه به واکسیناسیون پرسنل پزشکی-بهداشتی علیه هپاتیت بی بیشترین تمرکز بر هپاتیت سی (با توجه به احتمال اندکِ ابتلا به ایدز) قرار می‌گیرد. در مرحلهٔ ابتدایی حادثه آزمایش کلی ابتلا به هپاتیت انجام می‌گیرد و درصورتی‌که سالم باشد پس از شش هفته (۴۰ روز) و در دومین مرحلهٔ آزمایش ویروس هپاتیت سی (HCV RNA) انجام می‌گیرد و در سومین مرحله پس از سه ماه (۹۰ روز) آزمایش همزمان ار. ان. ای ویروس (HCV RNA) و پادتن آن (HCV Antibody) انجام می‌شود و در مرحلهٔ چهارم یا پایانی و پس از شش ماه تنها آزمایش پادتن (HCV Antibody) انجام می‌پذیرد تا شخص اطمینان یابد که آلوده نشده است.

## پیش‌گیری

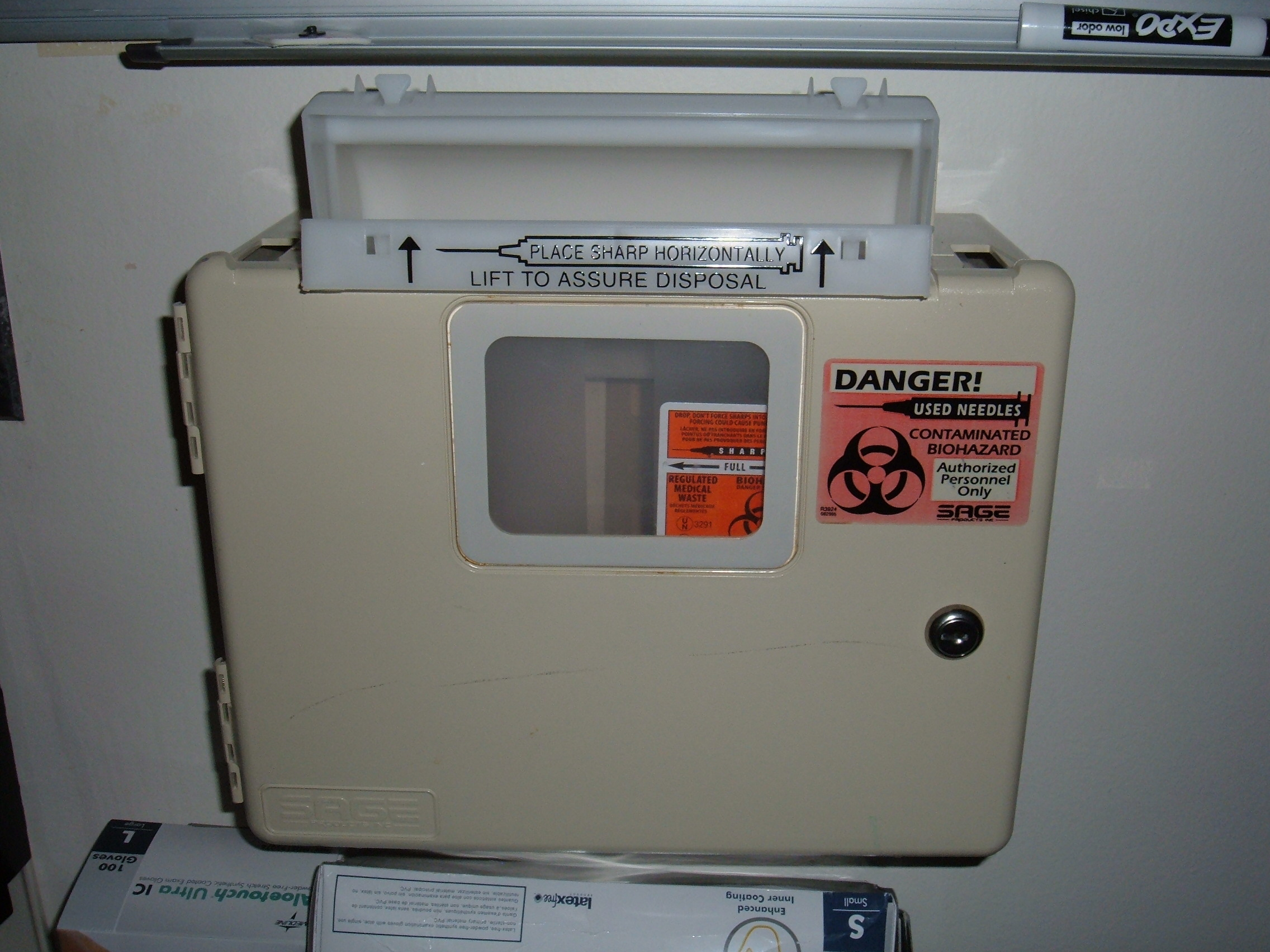
جعبهٔ جمع‌آوری وسایل تیز و بُرندهٔ نصب‌شده در بیمارستان

گام‌های پیشگیرانه در سطح‌های مختلف شامل کاهش یا حذف استفاده از وسایل نوک‌تیز و بُرنده تا آنجا که ممکن است، مهندسی کنترل، کنترل‌های اداری از جمله آموزش و ارائهٔ منبع کافی، استفاده از ابزار (به‌جای انگشتان دست) و دوری‌جستن از دست به دست کردن ابزار نوک‌تیز و بُرنده و احتیاط به‌ویژه برداشتن و گذاشتن درپوش سوزن در سرنگ، که یکی از مهم‌ترین دلیل‌های زخم سر سوزن است. خط‌مشی‌های بهداشتی و استاندارد عملکرد در مورد برداشتن و گذاشتن درپوش سرنگ‌ها همواره بهترین و ایمن‌ترین روش را پیشِ روی پرسنل قرار می‌دهد. در تمام بخش‌های بیمارستانی و سلامت و بهداشت سیفتی باکس و ظروف جمع‌آوری پسماندهای تیز و بُرنده مانند سوزن و… باید قرار داده شده و پرسنل موظف به قرار دادن همه ابزار تیز و بُرندهٔ دورانداختنی در این جعبه‌ها شده‌اند. جعبه‌ها بنا به منبع‌های مالی مرکز درمانی یا از جنس پلاستیک درجه یک یا فلزی و با محل ویژه جهت قلاب کردن سوزن از سرنگ جهت جدا کردن آن هستند.
در بیشتر کشورهای پیشرفته جابه‌جایی و حرکت پرسنل پزشکی-بهداشتی با سرنگ بدون درپوش جرم محسوب می‌شود و مستوجب جزاهای سنگین اداری است.